# Discours de Grenoble
Le discours de Grenoble est une allocution prononcée par le président de la République française, Nicolas Sarkozy, le 30 juillet 2010, à Grenoble, à l'occasion de la prise de fonction du nouveau préfet de l'Isère, Éric Le Douaron. Il y fait explicitement le lien entre délinquance et immigration.

## Contexte politique

### Difficultés de l'UMP
Au cours de l'été 2010, l'affaire Woerth-Bettencourt et le débat sur les retraites déstabilisent Nicolas Sarkozy et son parti.

## Événements de juillet 2010

### À Grenoble

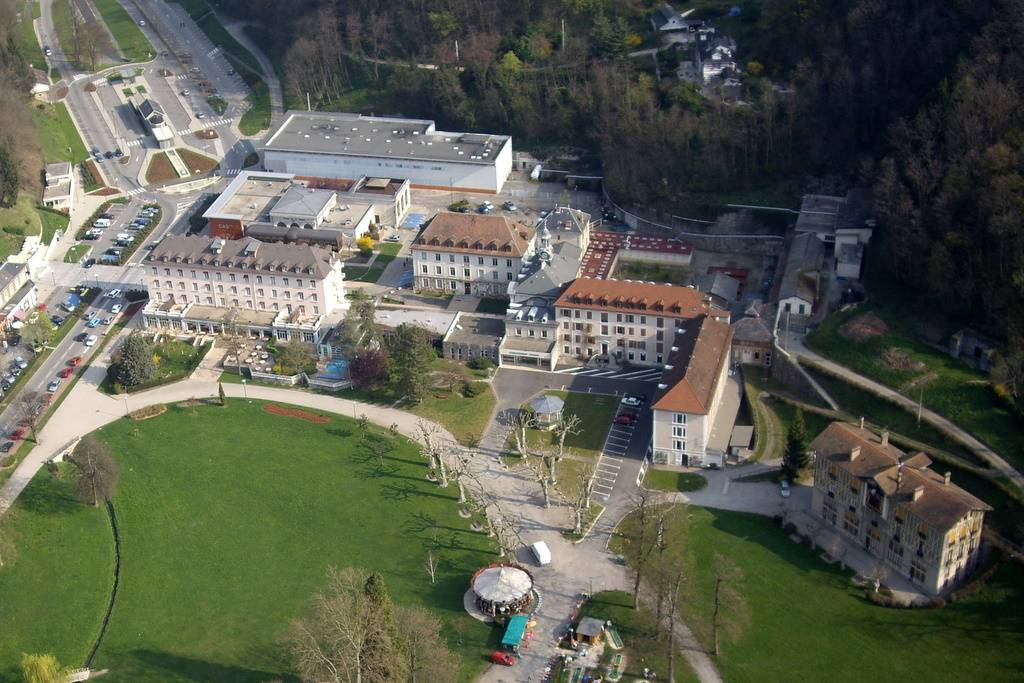
Le Casino et le pavillon de thermes d'Uriage vus d'avion

Dans la nuit du 15 au 16 juillet 2010, deux personnes braquent le casino d'Uriage-les-Bains, en Isère. Poursuivis par la police, ils ouvrent le feu en direction des policiers à proximité d'Échirolles, blessant un adjoint de sécurité. Ils entrent ensuite dans le quartier de la Villeneuve, où l'un des braqueurs, Karim Boudouda, est tué lors d'un échange de coups de feu avec une patrouille de la BAC. Son complice, Monsif Ghabbour, est arrêté.   
La mort du braqueur provoque plusieurs nuits d'émeutes urbaines qui impliquent quelques dizaines de personnes. Les forces de l'ordre sont visées par des tirs à balles réelles à deux ou trois reprises. Daniel Chomette, secrétaire départemental de SGP-FO, se plaint du manque de renforts reçus par la police iséroise pendant les émeutes.   

### À Saint-Aignan
La nuit suivante, un jeune homme de la communauté des gens du voyage est tué par un gendarme alors qu'il tente de forcer un barrage à Thésée, dans le Loir-et-Cher. Deux jours plus tard, le 18 juillet, à Saint-Aignan, des membres de sa famille incendient des véhicules et des bâtiments municipaux, brisent des vitrines et attaquent la brigade de gendarmerie. 

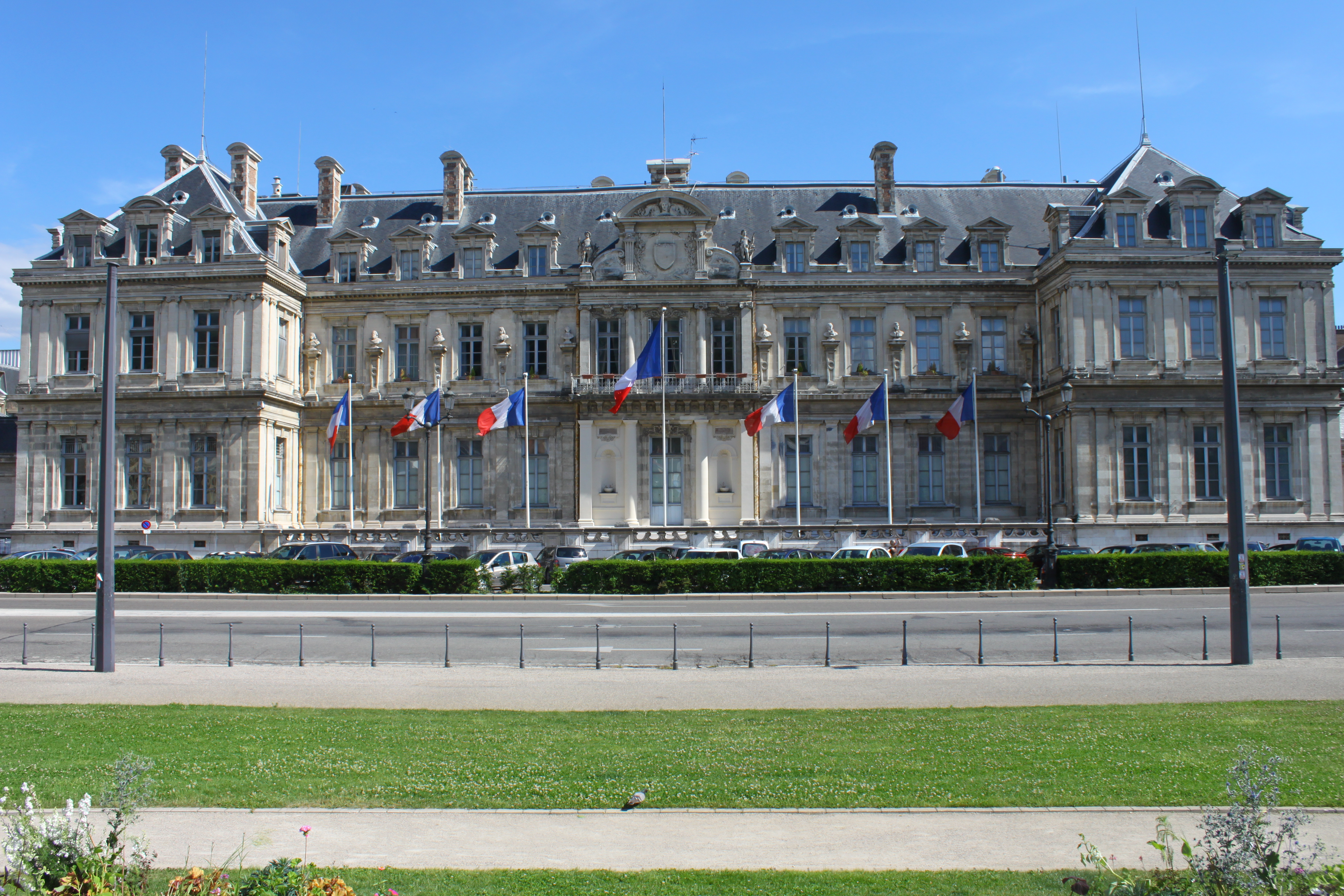
Hôtel de la préfecture de l'Isère à Grenoble

Le ministre de l'intérieur Brice Hortefeux se déplace à Grenoble puis à Saint-Aignan en raison de ces évènements,.

### Nomination d'Éric Le Douaron
Le 21 juillet 2010, Nicolas Sarkozy annonce la nomination d'Éric Le Douaron au poste de préfet de l'Isère, en remplacement de Albert Dupuy. Le Douaron est auparavant directeur de la sécurité publique de Paris.
Il est accusé par une partie des préfets de nommer des « super-flics », comme Christian Lambert en Seine-Saint-Denis, au poste en les choisissant pour leur fidélité plutôt que pour leurs compétences.

## Discours de Grenoble
Le 30 juillet 2010, au cours de la prise de fonction de Éric Le Douaron, Nicolas Sarkozy prononce un discours d'un peu plus d'une demi-heure sur les thèmes de la sécurité, de l'éducation, de la nationalité, de l'immigration et de la politique de la ville[réf. souhaitée].
Le discours est rédigé par deux conseillers de Nicolas Sarkozy : Cédric Goubet, son chef de cabinet, et Maxime Tandonnet, son conseiller sur les questions d'immigration. Ce dernier affirme par la suite qu'il « ne retrouve rien de (sa) prose » et que le texte a été remanié par des proches du président de la République.

### Délinquance et immigration

Nicolas Sarkozy en 2010

Il lie explicitement délinquance et immigration en évoquant « cinquante ans d'immigration insuffisamment régulée qui ont abouti à mettre en échec l'intégration »,. 

### Police iséroise
Après avoir assuré les policiers isérois de son soutien, Nicolas Sarkozy déclare : « C'est donc une guerre que nous avons décidé d'engager contre les trafiquants et les délinquants. » Il justifie la décision de nommer un policier plutôt qu'un haut fonctionnaire au poste de préfet pour réagir à la situation[source insuffisante]. 
Dans l'immédiat, il crée un groupe régional d'intervention départemental pour déloger les trafiquants de drogue. Une unité mixte d'intervention rapide est aussi mise en place pour contrer les émeutes urbaines, et 42 policiers sont envoyés à Grenoble, passant la BAC de 12 à 33 personnes. 
Il affirme que depuis trois jours, un inspecteur du fisc est installé dans les services de police pour étudier le patrimoine des délinquants isérois. 

### Lutte contre la délinquance
Il déclare que « 60 000 caméras seront installées d'ici 2012 » souhaitant que le développement de la vidéosurveillance fasse l'objet d'un consensus politique. Sarkozy affirme que les caméras ne sont pas de gauche ou de droite et peuvent donc être utilisées de façon impartiale. Alors qu'il y a 10 000 caméras en France fin 2010, Claude Guéant en annonce 38 000 un an plus tard. Sarkozy lance aussi une expérience en Isère consistant à doter des véhicules de police et de gendarmerie de caméras embarquées.  
Il annonce que le principe des peines planchers sera étendu aux auteurs de violences contre des personnes dépositaires de l'autorité publique, qu'une peine de prison incompressible de 30 ans sera instaurée pour les assassins de policiers ou de gendarmes et que le port du bracelet électronique sera automatique pour les multirécidivistes.  
Le 7 juillet 2011, la Cour des comptes publie un bilan très critique de la gestion de la sécurité publique entre 2002, à l'arrivée de Sarkozy au ministère de l'intérieur, et 2010. Elle affirme que plusieurs statistiques évoquées par Sarkozy dans son discours ont été enjolivées, notamment la diminution des crimes et délits de 17,54 % qu'il affirme avoir vue sur la période. La Cour des comptes mesure que cette baisse est due au fort recul des vols de voiture, mais que les violences contre les personnes ont augmenté de 21,2 % sur la période. Sarkozy annonce aussi que l'élucidation des cas est passée de 25 % à 38 %, tandis que la Cour des comptes la chiffre à 33 %.  

### Mineurs délinquants
Nicolas Sarkozy affirme avoir demandé à Michèle Alliot-Marie de préparer une réforme du droit pénal des mineurs.
Il se prononce pour qu'un mineur délinquant ne puisse pas acquérir automatiquement la nationalité française à sa majorité et pour que la responsabilité pénale des parents soit engagée si leurs enfants commettent des délits. Il critique l'ordonnance de 1945 qu'il ne considère « plus adaptée aux mineurs d'aujourd'hui ». Il annonce la mise en place de mesures concernant l'éducation, telle la suppression des allocations familiales en cas d'absentéisme scolaire et l'ouverture d'établissements de réinsertion scolaire. 
Sarkozy estime devoir encadrer les « perturbateurs » et les « décrocheurs » du système éducatif. Onze établissements de réinsertion scolaire sont mis sur pied à partir d'avril 2011. En juin 2010, un « fichier des décrocheurs » a été mis en place sans aucune communication publique avant le discours de Grenoble. 
Sarkozy mentionne la suppression des allocations familiales en cas d'absentéisme scolaire. C'est en effet un projet soutenu par Éric Ciotti en juin 2010, avec un loi entrée en vigueur le premier janvier 2011 qui prévoit la suspension des allocations en ultime recours. 
Il affirme que l'acquisition de la nationalité française par un mineur délinquant au moment de sa majorité ne doit plus être automatique. En septembre 2010, il ne parle plus que de ceux condamnés à la prison, et rien ne change dans les années qui suivent. 

### Déchéance de nationalité
Il annonce également son intention d'élargir les motifs de déchéance de la nationalité : « La nationalité française doit pouvoir être retirée à toute personne d'origine étrangère qui aurait volontairement porté atteinte à la vie d'un fonctionnaire de police ou d'un militaire de la gendarmerie ou de toute autre personne dépositaire de l'autorité publique. » Il déclare en outre : « nous subissons les conséquences de 50 années d'immigration insuffisamment régulée qui ont abouti à un échec de l'intégration. » et tient des propos fermes contre l'immigration illégale. La solution selon lui est la maîtrise du flux migratoire, qu'il défend en reprenant à son compte la phrase de Michel Rocard selon laquelle « la France ne peut pas accueillir toute la misère du monde ».

### Démantèlement des campements de Roms
Sarkozy dénonce les « implantations sauvages de campements », qu'il qualifie de zones de non-droit intolérables.
Il s'engage à faire démanteler la moitié des campements illégaux de Roms dans les trois mois, à confier la décision d'évacuer les camps aux préfets et à réformer la politique de lutte contre l'immigration illégale pour éviter que les Roms reviennent chaque année sur le territoire français pour toucher les aides au retour de l'État. 

### Politique de la ville
Enfin, il se prononce pour une meilleure attribution des moyens destinés à la politique de la ville et une meilleure évaluation de leur efficacité.

## Réactions
Le discours est immédiatement surnommé « discours de Grenoble ».

### À Grenoble
À Grenoble, des habitants de la Villeneuve se mobilisent pour faire face à ce qu'ils perçoivent comme une stigmatisation du quartier. Une première réaction des habitants a lieu au mois d'août, puis en septembre 2010, pour créer un collectif inter-associatif qui sera à l'initiative d'un livre Blanc. Ce document accuse le discours de Grenoble d'être « sans mesure ni retenue, attisant les haines et jouant sur des amalgames ». Une manifestation, dont un point de départ est à la Villeneuve, rassemble plusieurs milliers de personnes à la suite de l'Appel citoyen de 50 organisations intitulé « Face à la xénophobie et à la politique du pilori : liberté, égalité, fraternité ».

### Ailleurs en France
Le discours suscite des réactions très hostiles de la part des partis de gauche et d'extrême gauche, des associations antiracistes et des partisans de François Bayrou, Dominique de Villepin et Nicolas Dupont-Aignan,. Ils accusent Nicolas Sarkozy d'être en campagne pour sa réélection plutôt que de tenir son rôle de président. Pierre Moscovici qualifie son discours d'antirépublicain. Noël Mamère affirme que Jean-Marie et Marine Le Pen « n'ont plus besoin de parler, la copie parle à leur place ».
La Ligue des droits de l'homme, le Mouvement contre le racisme et pour l'amitié entre les peuples et SOS Racisme se rencontrent quelques jours plus tard pour préparer une réaction unitaire.
À gauche, François Hollande, Laurent Fabius et Martine Aubry ne s'expriment pas immédiatement. Benoît Hamon, porte-parole du parti socialiste, explique qu'Aubry « fera des propositions concrètes à la rentrée ». Son silence est interprété par le Journal du Dimanche comme un refus de dépendre de la parole présidentielle, tandis qu'il est dénoncé par Mouloud Aounit qui estime que « tous les politiques doivent être au rendez-vous ».
Jean-Marie Le Pen pousse Nicolas Sarkozy à passer des mots aux actes.
L'UMP soutient le discours du président de la République, notamment par la voix de son porte-parole, Dominique Paillé, tandis que Jean-Louis Borloo reste silencieux et que Hervé Morin prend ses distances.

### Réactions internationales
Au niveau international le discours en lui-même ne provoque pas de réactions particulières avant l'application des mesures d'éloignements concernant les Roms. Les pays concernés par l'arrivée de Roms expulsés critiquent la stigmatisation de cette communauté tandis que la Commission européenne incite la France à respecter les règles de libre circulation des personnes au sein de l'Union européenne. Le pape Benoît XVI appelle, le 23 août 2010, à « l'accueil des hommes de toutes origines ». Le Comité pour l'élimination de la discrimination raciale de l'ONU critique le 27 août 2010 le renvoi massif de Roms qui seraient « victimes d'une montée [...] des violences à caractère raciste » en France.

## Analyses

### Vocabulaire
Le discours de Grenoble est le cas de référence pour l'entrée du concept de « personne d'origine étrangère » dans le discours public ou politique. Si c'est une des premières fois qu'on voit apparaître l'expression dans les médias, ils continuent le plus souvent à mettre l'expression entre guillemets, citant Sarkozy plutôt que de reprendre l'expression à leur compte.

### Opinion publique
Selon un sondage réalisé par l'Ifop pour Le Figaro, l'opinion publique française paraît accueillir favorablement le discours de Grenoble, alors qu'un sondage réalisé par l'institut CSA pour Marianne semble indiquer le contraire. Les différences observées sont expliquées par les sondeurs par le fait que les Français sont d'un avis différent selon que les mesures proposées leur sont présentées sous un angle ou un autre.

### Déplacement du débat
Olivier Besancenot et Pierre Laurent dénoncent une tentative de déplacer le débat politique dans le contexte de l'affaire Woerth-Bettencourt et du débat sur les retraites.

### Rapprochement entre la droite et l'extrême-droite
Jean-Jacques Urvoas estime que Nicolas Sarkozy fait avec ce discours « ce que personne n'a jamais osé faire dans l'arc républicain », à savoir lier nationalité et délinquance, un discours jusque-là réservé à l'extrême-droite. Edwy Plenel compare le discours à « une rupture, un tournant, une brisure, une déchirure », parce qu'il s'agit du premier discours public remettant en cause le concept d’égalité de tous les citoyens sans distinction d'origine tel que prévu par la Constitution française. Cet établissement d'une dichotomie au sein de la population française est vivement critiqué à gauche.
Le discours est ensuite analysé, après l'élection présidentielle et les élections législatives de 2012, comme le possible acte fondateur d'un éventuel rapprochement entre la droite et l'extrême-droite et comme le symbole de la stratégie de « droitisation » de Nicolas Sarkozy. Cette droitisation est surnommée ligne Buisson, en référence à son conseiller Patrick Buisson de 2007 à 2012.
Alors que Nicolas Sarkozy insistait moins sur l'immigration et la délinquance au profit de sujets marqués plus à gauche, comme l'écologie, après les bons résultats d'Europe Écologie aux élections européennes de 2009, le débat sur l'identité nationale mené par Éric Besson entre novembre 2009 et février 2010 avait annoncé le retour de l'influence des conseillers les plus à droite du président.
Le discours de Grenoble marque la prédominance de la « ligne nationaliste » incarnée par Patrick Buisson et Claude Guéant au détriment de la « ligne républicaine » défendue par Henri Guaino, selon Stéphane Rozès. 

### Propos guerriers
Le mot « guerre » est prononcé six fois dans le discours : Nicolas Sarkozy parle d'une guerre intérieure à la France.
Aurélie Filippetti qualifie le discours d'« énervements de matamore pour masquer l'échec de la politique de sécurité », tandis que François Bayrou dénonce des « propos guerriers non suivis d'effet ».
Des commentateurs comparent le discours à ceux du Front national, des ligues des années 30 et du régime de Vichy. Pierre Moscovici parle de l'Occupation, demandant s'il faudra « porter un signe distinctif » pour savoir qui est Français de souche.

## Conséquences locales

### Élections présidentielles de 2012
Le 6 mai 2012, avec 64,29 % des bulletins exprimés, François Hollande réalise sur la capitale des Alpes l'un de ses meilleurs scores pour une grande ville française. Sur le bureau de vote de l'Arlequin, à la Villeneuve, son score atteint 91,5% des bulletins exprimés. Au printemps 2012, afin de faire oublier l'esprit du discours de Nicolas Sarkozy, un collectif d'habitants du quartier de la Villeneuve organise un concours de discours afin d'en désigner un comme admirable le 12 mai.

### Image de Grenoble
La couverture médiatique française sur Grenoble s'intéresse beaucoup plus au thème de l'insécurité après ce discours, sans différence significative dans les actes réels. La métropole, jusque-là plutôt définie par l'innovation et la montagne, devient associée plus souvent aux questions de délinquance au point que le stéréotype ternit l'identité de la ville. Cette différence de couverture se voit le plus dans les médias politiquement orientés à droite, mais se retrouve dans l'ensemble des médias français, tandis que la presse internationale ne mentionne pas du tout ces enjeux.

## Conséquences au niveau national

### Expulsions de Roms
Le 5 août, le ministère de l'Intérieur publie une circulaire à destination des préfets leur demandant de cibler « en priorité » les campements Roms.
Un mois après le discours de Grenoble, Brice Hortefeux annonce que 128 camps illicites ont été démantelés et que près de 1 000 Roms ont été ou vont être renvoyés en Roumanie. 
Un an après le discours, les trois-quarts des 700 camps recensés en juillet 2010 ont été démantelés, mais beaucoup sont réimplantés ailleurs. Les expulsions ne sont pas mesurables. L'efficacité des arrêtés de reconduite à la frontière les concernant est toutefois mise en doute en raison de leur citoyenneté européenne.

### Loi sur l'immigration et l'intégration

#### Aides et expulsions

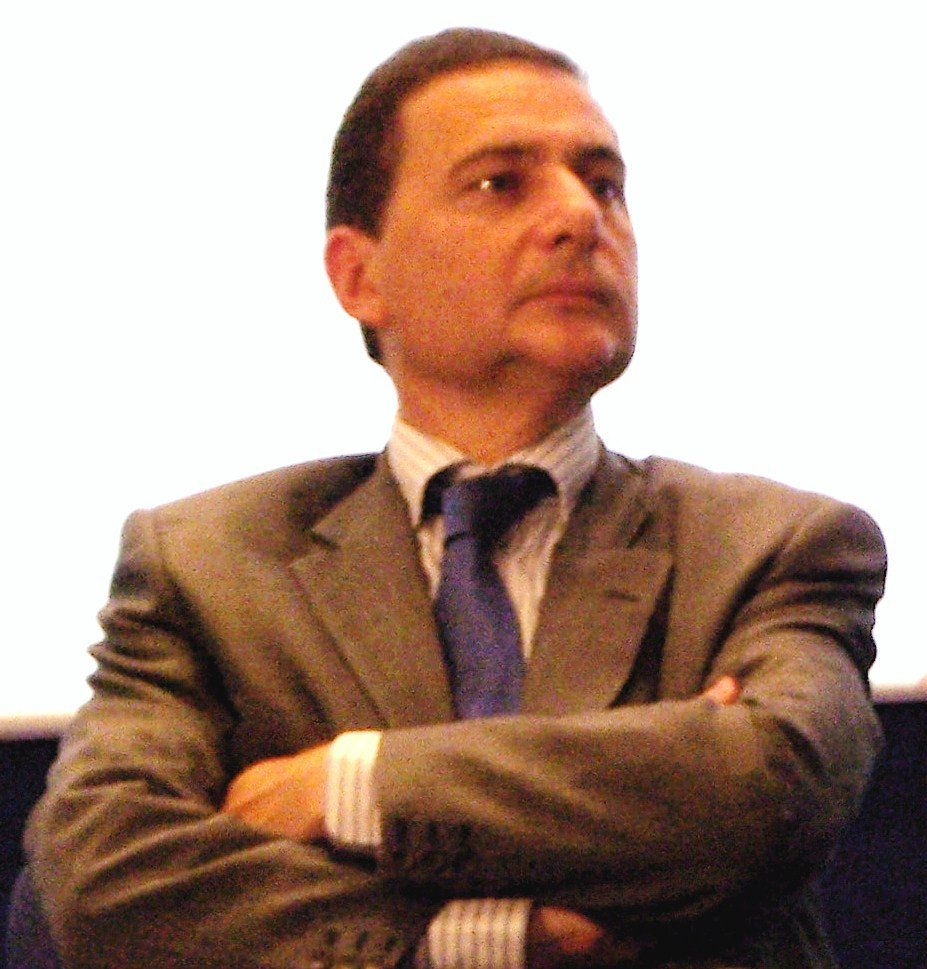
Éric Besson présente la loi.

Dans l'année qui suit le discours, le Parlement durcit les conditions d'accès à l'aide médicale d'État et réévalue les droits et prestations pour les personnes étrangères en situation irrégulière.
La loi sur l’immigration et l'intégration votée en juin 2011 augmente la durée de rétention des étrangers en situation irrégulière à 45 jours contre 32 auparavant et repousse l'intervention du juge des libertés et de la détention à cinq jours au lieu de deux. Elle limite aussi l'obtention de l'aide au retour, la conditionnant entre autres à un fichage par empreintes digitales.
Les expulsions de personnes clandestines augmentent de 2 % de 2010 à 2011.

#### Déchéance de nationalité
À l'automne 2010, Éric Besson introduit dans le projet de loi sur l'immigration un amendement prévoyant d'étendre la déchéance de nationalité aux « français naturalisés depuis moins de dix ans condamnés pour meurtre ou tentative de meurtre sur personne dépositaire de l'autorité publique ». Considéré comme contraire à l'article 1er de la Constitution par l'opposition, il est adopté en première lecture par l'Assemblée nationale. Mais lors de la première lecture au Sénat en février 2011, il est rejeté en raison de l'opposition des sénateurs du Nouveau Centre bien que soutenu par le reste de la majorité (UMP et Parti radical),. Finalement, le gouvernement renonce à réintroduire l'amendement en seconde lecture à l'Assemblée nationale après l'opposition des députés centristes, radicaux et de quelques députés UMP,.
La démarche est présentée comme une volonté de priver le FN d'un de ses arguments. Les centristes dénoncent une remise en cause du droit du sol, d'où l'échec de l'amendement. La déchéance de nationalité s'applique donc seulement dans de rares cas comme le terrorisme et ne peut concerner que des Français avec une double nationalité et naturalisés depuis moins de dix ans.
En 2016, François Hollande propose la déchéance de nationalité, une suggestion dans la continuité du discours de Grenoble.

### LOPPSI 2: loi sur la délinquance
Une grande partie des annonces de Nicolas Sarkozy est traduite par des amendements à la LOPPSI 2, adoptée par l'Assemblée nationale et le Sénat.
Les peines plancher passent de 18 mois à 2 ans pour les violences aggravées, y compris pour les non récidivistes, une première dans le code pénal. Des articles concernant le port d'un bracelet électronique après la peine pendant plus de cinq ans et la peine de prison incompressible de 30 ans pour les assassins de policiers sont aussi validés.
Saisi par les parlementaires de l'opposition, le Conseil constitutionnel invalide, le 11 mars 2011, une grande partie des autres dispositions issues du discours de Grenoble, notamment les articles portant sur la réforme de la justice des mineurs (suppression des allocations familiales et responsabilité pénale des parents en cas d'infraction de leurs enfants), sur les pouvoirs confiés aux préfets pour expulser les camps illégaux et une partie de ceux durcissant les conditions d'expulsion des immigrés clandestins. Le Conseil constitutionnel estime que le droit des mineurs ne peut pas être aligné sur celui des adultes, mais un second texte est adopté pour la création d'un tribunal correctionnel pour les 16-18 ans. Une amende prévue pour les parents qui ne font pas respecter le couvre-feu à leurs enfants est censurée par le Conseil constitutionnel en raison de la présomption d'innocence. Une idée de port permanent du bracelet électronique pour les multirécidivistes est censurée mais la LOPPSI 2 autorise les condamnations au port du bracelet supérieures à cinq ans dans certains cas.
Le nombre de caméras de vidéosurveillance est multiplié par plus de 3 dans l'année qui suit le discours.

### Ligne politique de Nicolas Sarkozy
Le co-auteur du discours et conseiller immigration de Nicolas Sarkozy Maxime Tandonnet quitte l'Élysée en août 2011 pour rejoindre le cabinet de Claude Guéant.
Après ce discours, c'est la ligne « dure » qui semble avoir l'oreille de Nicolas Sarkozy, comme en témoignent la composition du 3e gouvernement Fillon (avec le départ des ministres centristes, notamment Jean-Louis Borloo et Hervé Morin) ou le débat sur l'islam et la laïcité.
En 2012, il déclare qu'il prononcerait à nouveau ce discours mais « sans parler d'une communauté en particulier ». En octobre 2014, lors de son retour sur la scène médiatique française, Nicolas Sarkozy affirme en parlant de ce discours : « Si je devais le prononcer aujourd’hui, je ne le ferais pas pareil », et dit regretter d'avoir pu blesser les gens à cette occasion. Son ancien conseiller en communication Thierry Saussez estime qu'il s'agit d'une stratégie de suggestion du centre politique en vue de l'élection présidentielle française de 2017.